# Torrijo de la Cañada
Torrijo de la Cañada ist ein nordspanischer Ort und eine Gemeinde (municipio) mit 193 Einwohnern (Stand: 2024) im äußersten Westen der Provinz Saragossa und der Autonomen Region Aragonien. Der Ort gehört zur bevölkerungsarmen Serranía Celtibérica.

## Lage und Klima
Der nahe der Grenze zur altkastilischen Provinz Soria gelegene Ort Torrijo de la Cañada liegt in einer Höhe von ca. 725 bis 790 m am bzw. oberhalb des Río Manubles, einem Nebenfluss des Río Jalón; er befindet sich ungefähr 40 km (Luftlinie) südlich der maximal ca. 2315 m hohen Sierra de Moncayo. Der Ort ist gut 112 km (Fahrtstrecke) in westlicher Richtung von der Provinzhauptstadt Saragossa entfernt; die historisch und kulturell bedeutsame Stadt Calatayud ist ca. 33 km in südöstlicher Richtung entfernt. Das Klima ist gemäßigt bis warm; Regen (ca. 460 mm/Jahr) fällt mit Ausnahme der eher trockenen Sommermonate übers Jahr verteilt.

## Bevölkerungsentwicklung
| Jahr      | 1857  | 1900  | 1950  | 2000 | 2017 |
| Einwohner | 1.737 | 2.076 | 1.562 | 386  | 210  |

Die Mechanisierung der Landwirtschaft, die Aufgabe bäuerlicher Kleinbetriebe und der damit verbundene Verlust von Arbeitsplätzen führten seit der Mitte des 20. Jahrhunderts zu einem deutlichen Rückgang der Bevölkerung (Landflucht).

## Wirtschaft
Jahrhundertelang lebten die Bewohner des Ortes direkt oder indirekt als Selbstversorger von der Landwirtschaft, zu der auch die Viehhaltung gehörte. Die Herstellung von Käse und die Verarbeitung von Schafwolle waren im 16. und 17. Jahrhundert bedeutende Wirtschaftsfaktoren. Heute spielen vor allem Obstbäume wesentliche Rollen im Wirtschaftsleben des Ortes; außerdem werden Ferienwohnungen (casas rurales) vermietet.

## Geschichte
Obwohl der Ort zum Siedlungsgebiet der keltiberischen Lusonen gehörte, wurden bislang weder keltiberische noch römische oder westgotische Spuren entdeckt. Im 8. Jahrhundert drangen arabisch-maurische Heere bis ins obere Ebro-Tal vor, doch selbst aus dieser Zeit fehlen für Torrijo de la Cañada archäologisch verwertbare Spuren. Um das Jahr 1120 wurde die Gegend von Alfons I. von Aragón zurückerobert (reconquista). Im Spätmittelalter war sie lange Zeit zwischen den Königreichen Aragón und Kastilien umstritten (Guerra de los Dos Pedros); dieser Streit endete erst mit der Eheschließung der Katholischen Könige Isabella I. von Kastilien und Ferdinand II. von Aragón im Jahr 1469.

## Sehenswürdigkeiten

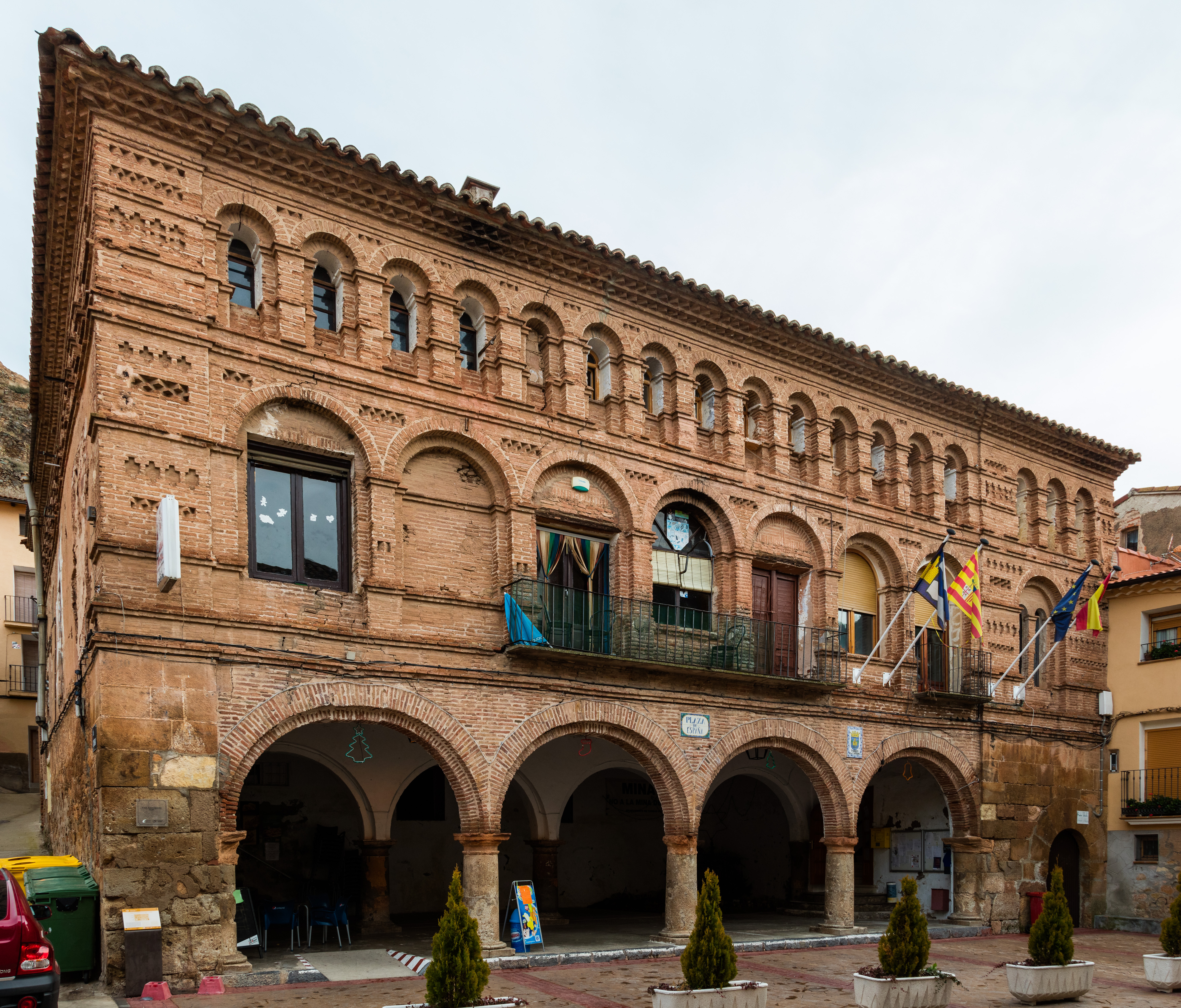
Torrijo de la Cañada – Rathaus (Casa Consistorial)

- Von der vielleicht schon früher existenten und im Krieg gegen Kastilien im 14. Jahrhundert zerstörten Burg (castillo) stehen noch Reste des Bergfrieds (torre del homenaje) und der Burgmauern.[5][6][7]
- Die um das Jahr 1480 anstelle eines romanischen Vorgängerbaus errichtete einschiffige Iglesia de San Juan Bautista ist Johannes dem Täufer geweiht. Die in ihrem Gesamtbild eher spätgotische Kirche ist ausschließlich aus exakt behauenen Werksteinen errichtet und hat ein Renaissanceportal auf der Südseite. Kirchenschiff und Apsis werden von Sterngewölben bedeckt. Ein romanisches Taufbecken hat sich erhalten; darüber hinaus erkennt man noch mehrere wiederverwendete Steine (Spolien) aus dem Vorgängerbau.[8]
- Eine weitere Kirche (Iglesia de Nuestra Señora del Hortal) aus dem 16./17. Jahrhundert steht in unmittelbarer Nähe. Bemerkenswert ist die Gestaltung der Südfassade mit einem spätgotisch anmutenden Kielbogenportal und einem querrechteckigen Glockenturm (campanar), dessen Obergeschoss Mudéjar-Ornamente zeigt.[9]
- Das Rathaus (Casa Consistorial) befindet sich in einem dreigeschossigen Renaissancepalast des ausgehenden 16. Jahrhunderts, dessen Fassade im Mudéjar-Stil aus Ziegelsteinen gestaltet ist.[10]
- Ein in die ehemalige Stadtmauer integrierter Tor- und Wachturm gehört ebenfalls zum Ortsbild.[11]
- Im Ortszentrum quert eine Steinbrücke (puente) aus dem 17. oder 18. Jahrhundert den Río Manubles.[12]
- In der Burgberg sind zahlreiche Felsenkeller (bodegas) hineingehauen worden.

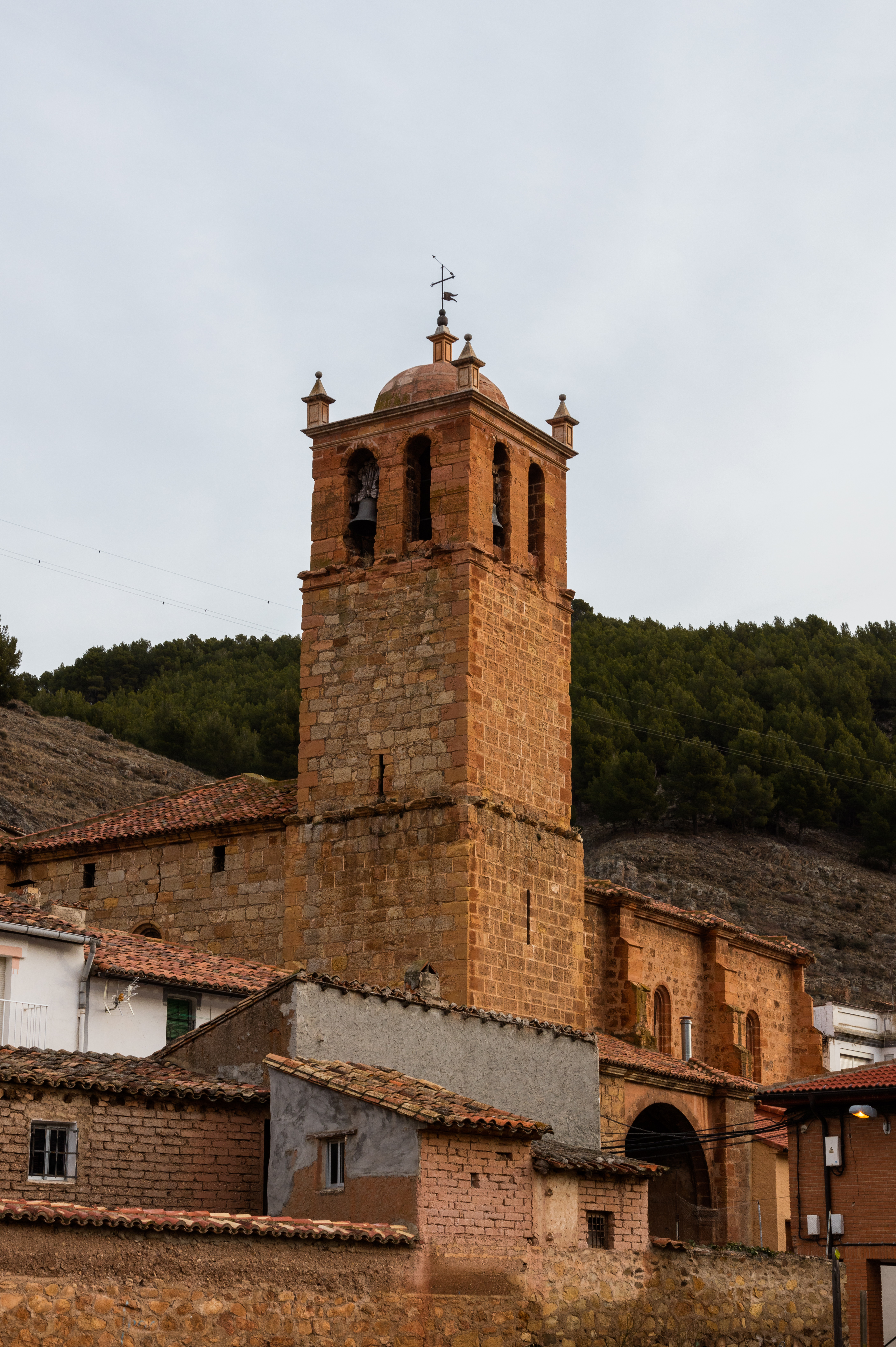
Iglesia de San Juan Bautista
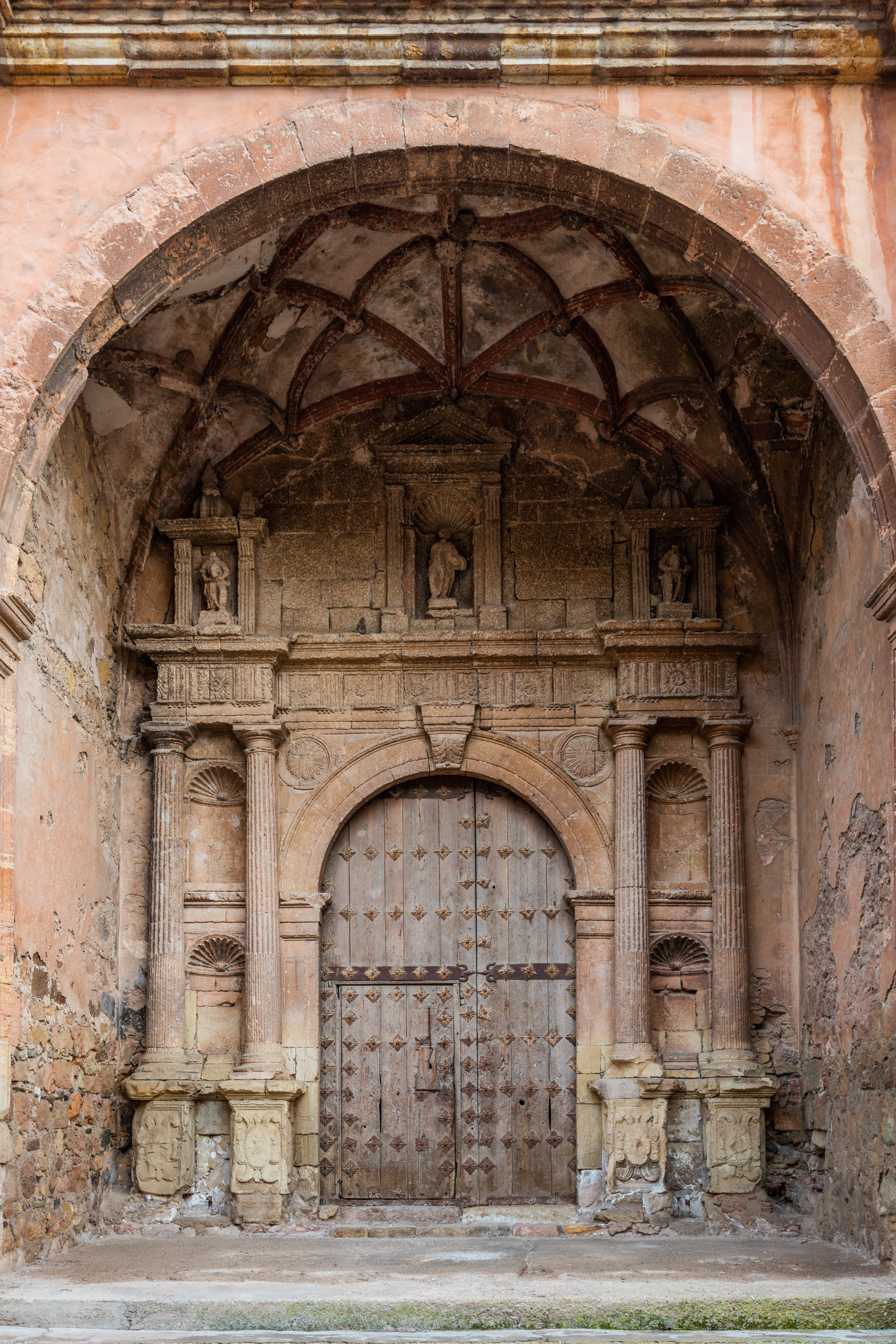
Portal der Iglesia de San Juan Bautista
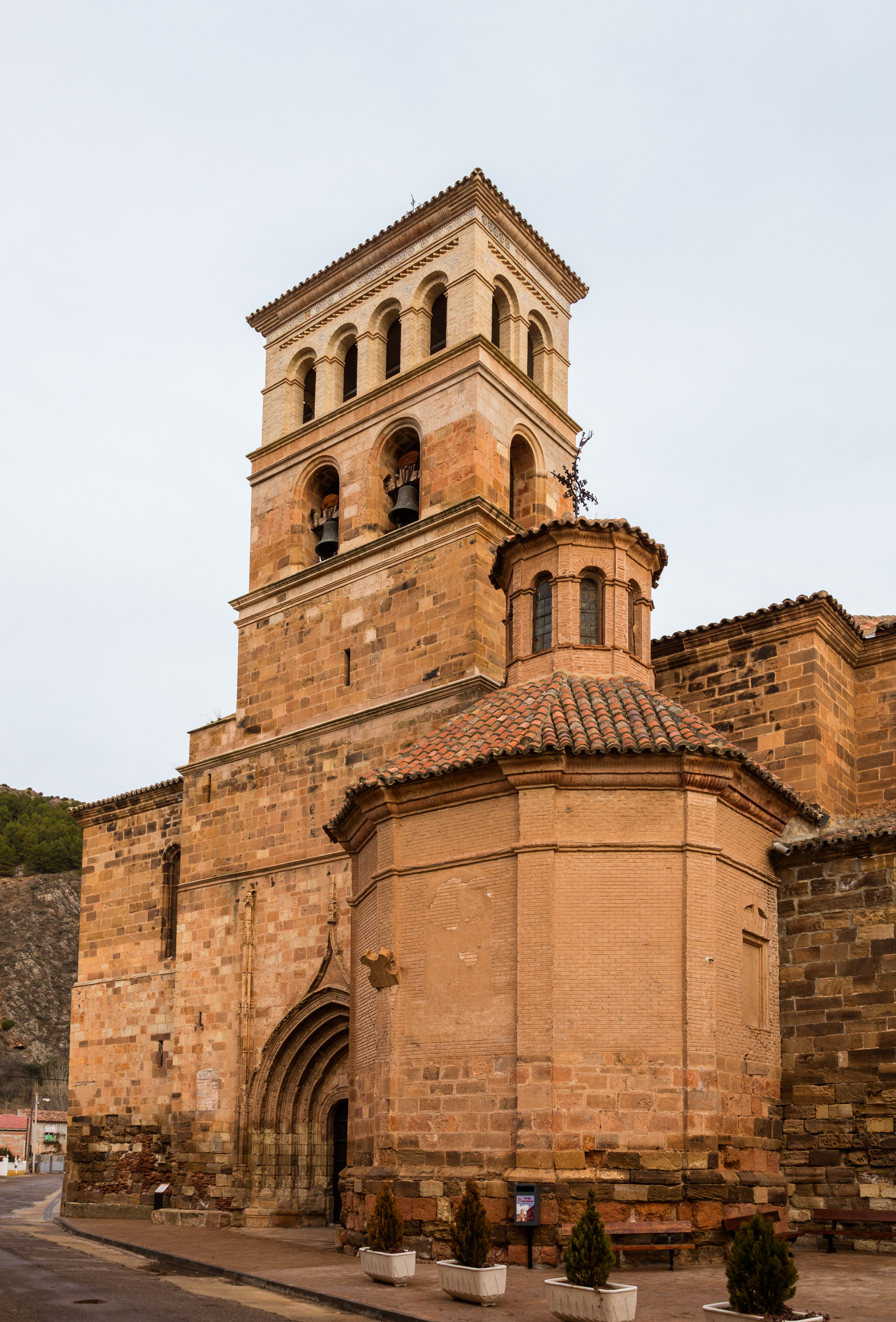
Südfassade der Iglesia de Nuestra Señora del Hortal
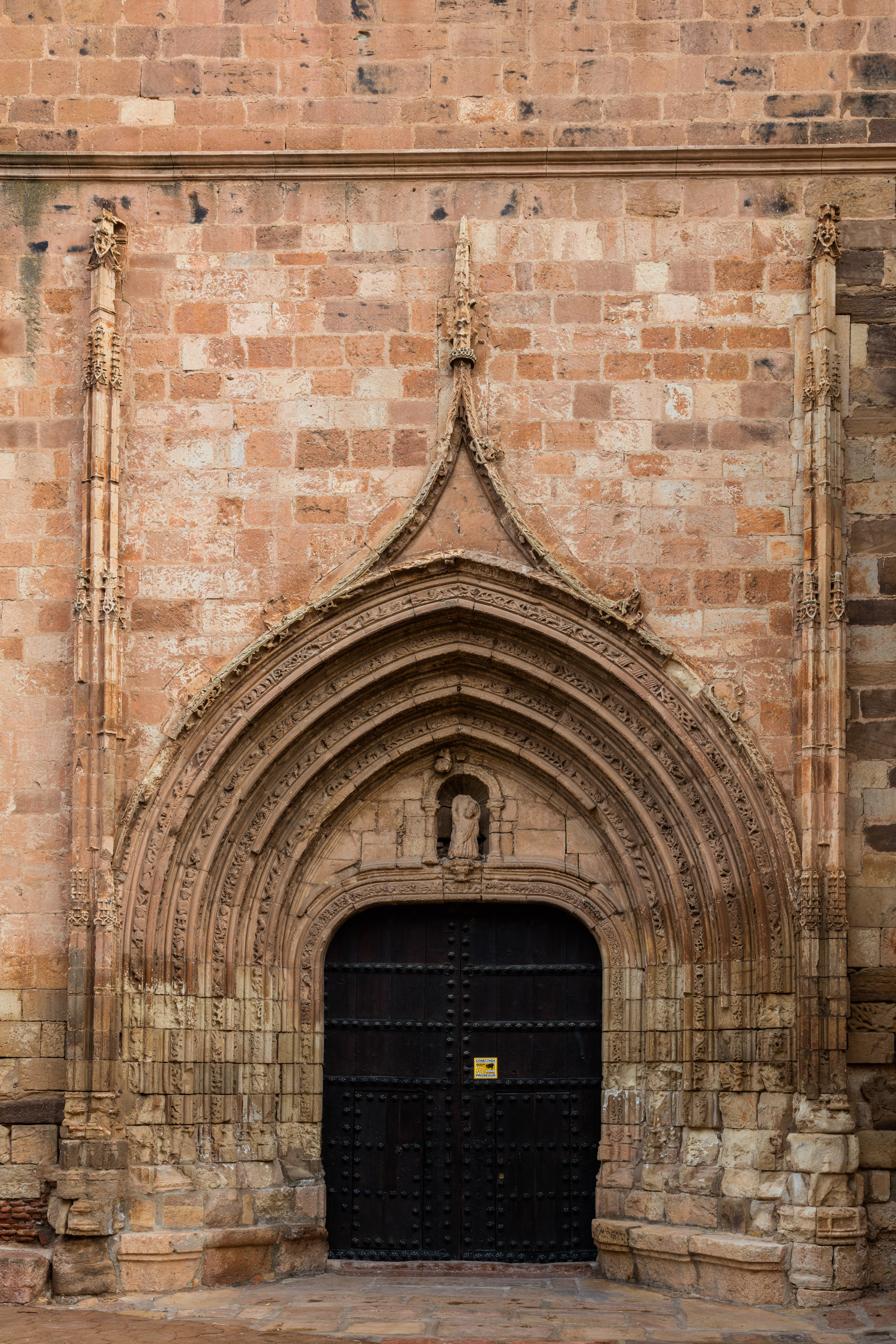
Portal der Iglesia de Nuestra Señora del Hortal
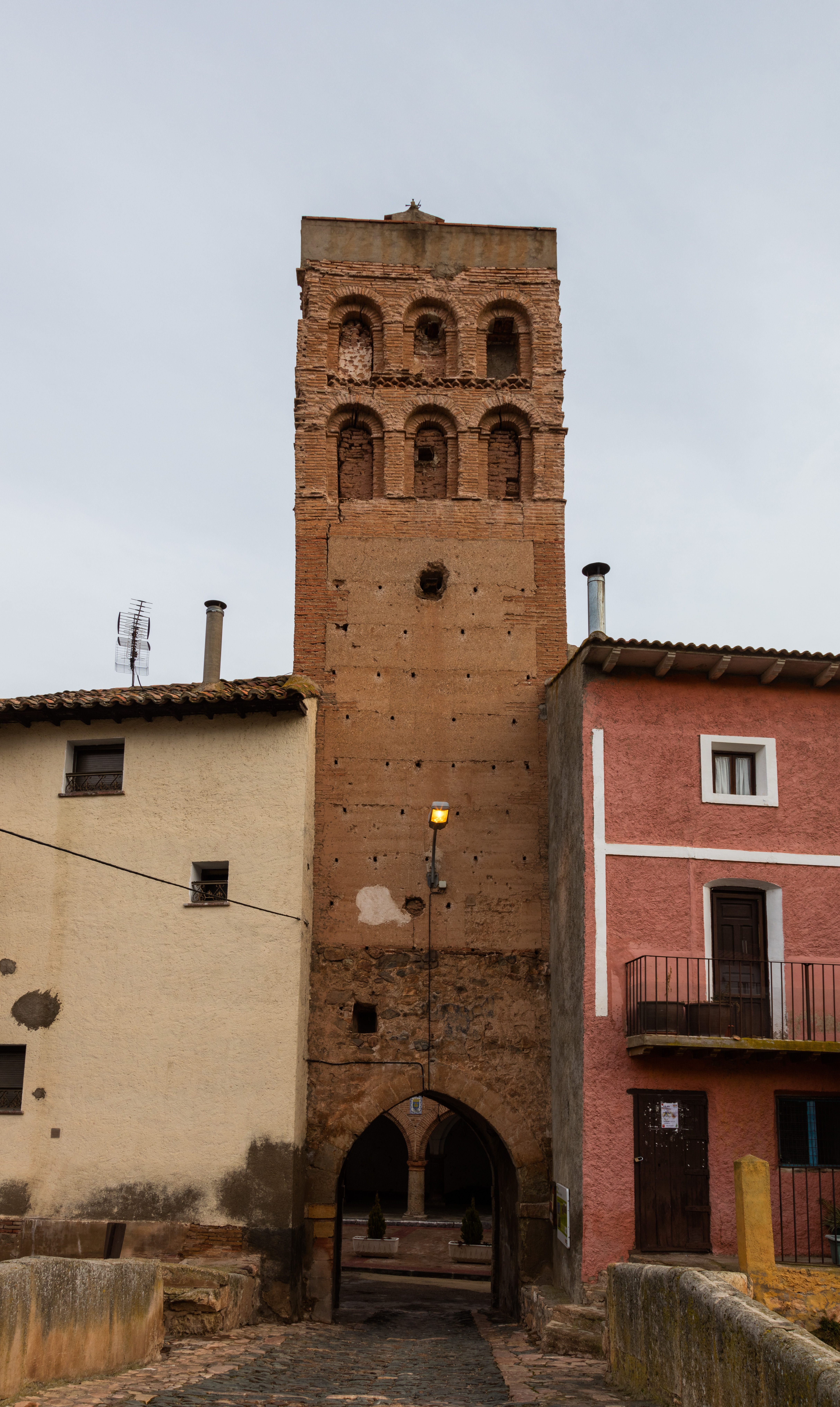
Tor- und Wachturm

Umgebung
- Von der Ermita de Santa Bárbara aus genießt man einen schönen Rundblick über den Ort und die umgebende Landschaft.